# برادران وارنر
شرکت سرگرمی برادران وارنر (به انگلیسی: Warner Bros. Entertainment Inc. ؛ به‌طور مخفف WB) یک شرکت فیلم‌سازی بزرگ آمریکایی متعلق به وارنر برادرز دیسکاوری است که در سال ۱۹۲۳ توسط چهار برادر یهودی با نام‌های هری، آلبرت وارنر، سم و جک وارنر تأسیس شد. این شرکت حتی پیش از ورودش به صنعت پویانمایی، تلویزیون و بازی‌های ویدئویی جزو پنج استودیوی بزرگ فیلم‌سازی آمریکا محسوب می‌شد و همچنین عضو انجمن سینمایی آمریکا است.
این شرکت بیشتر به خاطر زیرمجموعه‌های گروه فیلمش که شامل برادران وارنر پیکچرز، نیو لاین سینما، گروه انیمیشن وارنر، کسل راک انترتینمنت و دی‌سی فیلمز شناخته می‌شود. از دیگر دارایی‌های آن می‌توان به استودیوهای تلویزیون برادران وارنر اشاره کرد که در زمینهٔ تولید برنامه‌های تلویزیونی فعال است. استودیوهای انیمیشن‌سازی نیز شامل برادران وارنر انیمیشن و استودیوهای کارتون نت‌ورک می‌شود. همچنین دارایی‌های وارنر شامل یک ناشر کتاب به نام دی‌سی کامیکس و شبکه‌های تلویزیونی همچون ادالت سویم، کارتون نت‌ورک، بومرنگ، تی‌سی‌ام و سی‌دابلیو می‌شود که وارنر ۵۰ درصد سود سی‌دابلیو را با ویاکام سی‌بی‌اس، شریک است. برادران وارنر همچنین بخش‌های مختلفی را در زمینه انتشارات، تجارت، موسیقی، تئاتر و شهر بازی اداره می‌کند. باگز بانی یکی از شخصیت‌های لونی تونز است که به‌عنوان نماد رسمی این شرکت استفاده می‌شود.

## تاریخچه

### ۱۹۰۳ تا ۱۹۲۵

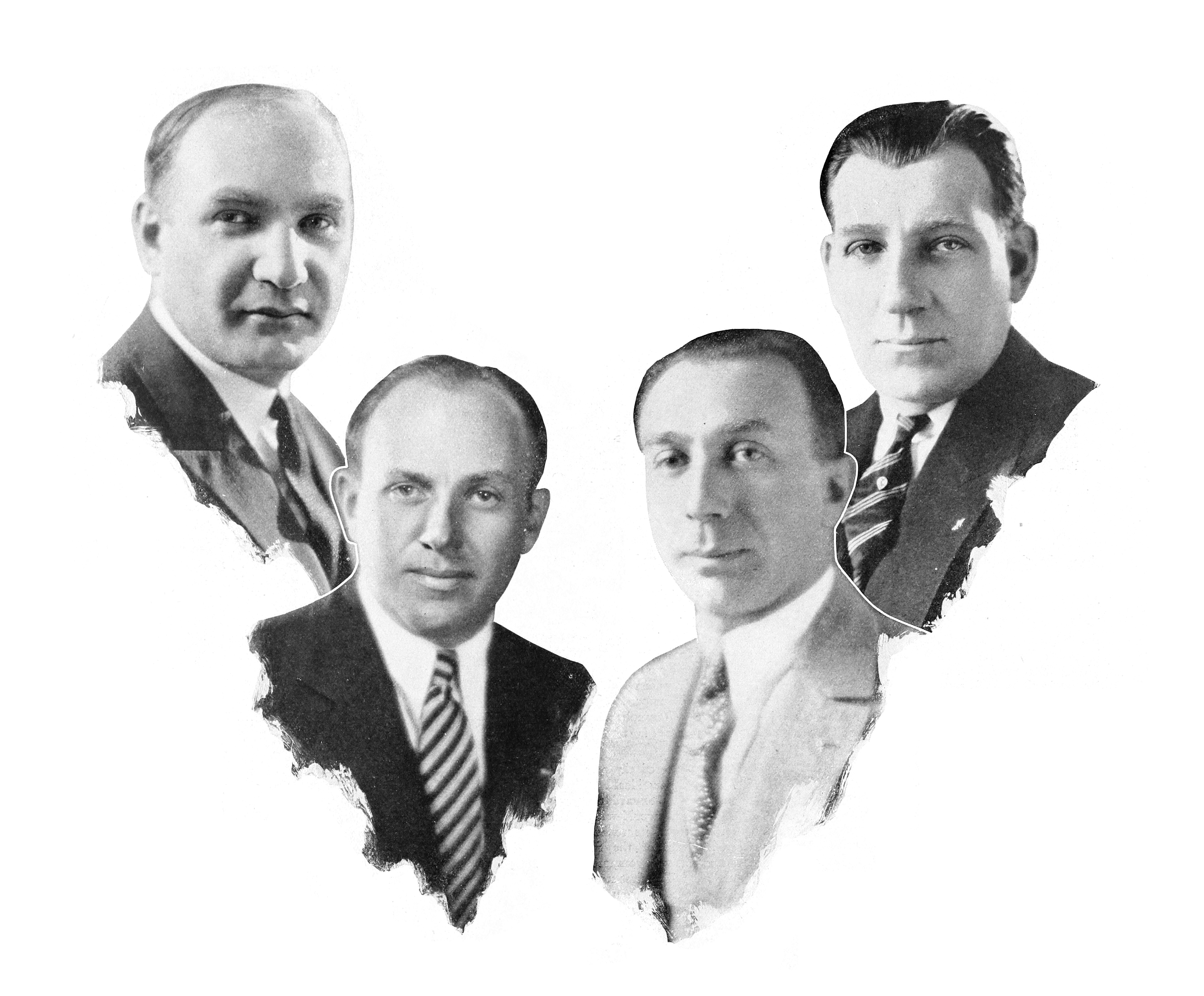
برادران وارنر: آلبرت، جک، هری و سام

اسم برادران وارنر به افتخار همکاری برادران وارنر در این عرضه با هم انتخاب شده‌است. آلبرت، هری، سم و جک ۴ فرزند خانواده‌ای لهستانی بودند که به آمریکا مهاجرت کردند. سه برادر بزرگ‌تر (آلبرت، هری و سم) وارد صنعت سینما شدند و بعدها جک که کوچک‌ترین آن‌ها بود نیز به سایر برادران ملحق شد. آن‌ها با خرید یک پروژکتور شروع به نمایش فیلم در پنسیلوانیا و اوهایو کردند. اولین سینمای آن‌ها در سال ۱۹۰۳ در نیوکاسل، پنسیلوانیا تأسیس شد.
در سال ۱۹۱۲ هری وارنر یک حسابرس به نام پائول اشلی چیس را استخدام کرد. در زمان جنگ جهانی اول آن‌ها استودیوی تولید فیلم خود را ساختند. سم و جک مسئول تولید فیلم، هری و آلبرت به همراه حسابرسان مسئول مدیریت و کنترل مسائل مالی و توزیع فیلم‌ها در نیویورک شدند.
در نهایت و در سال ۱۹۲۳ و با وامی که هری موفق به دریافتش از بانک می‌شود، تمام مجموعه یکی شده و برادران وارنر پیکچرز تأسیس می‌شود. با این حال در اواخر دههٔ ۱۹۶۰، وارنر برادرز سال ۱۹۰۵ را سال تأسیس می‌داند.

### ۱۹۲۵ تا ۱۹۳۱
برادران وارنر یکی از پیشروهای عرضه فیلم با صدای هماهنگ بودند. در سال ۱۹۲۵ و با اصرار سم، تصمیم بر این شد که صدای بازیگران هم به فیلم‌های شرکت اضافه شود. هری یکی از مخالفان این طرح بود و ادعا داشت «چه کسی حاضر است صدای بازیگران را بشنود؟»

بعد از مدتی مخالفت، هری نیز موافقت خود را با اضافه کردن صدا به فیلم اعلام کرد به این شرط که فقط موسیقی به پس‌زمینه فیلم اضافه شود؛ در این راه آن‌ها با کمپانی وسترن الکتریک قراردادی امضاء کردند و ویتافون (یک سیستم صوتی فیلم) را تأسیس کردند. اولین فیلم وسترن برادران وارنر فیلم «سزار کوچک» بود که موفقیت بالایی در باکس‌آفیس پیدا کرد. ادوارد رابینسون مهم‌ترین ستاره فیلم‌های وسترن برادران وارنر بود که در چندین فیلم وسترن این شرکت نقش آفرینی کرده‌است.

### جنگ جهانی دوم
طبق خاطراتی که جک وارنر نوشت، بعد از ورود آمریکا به جنگ جهانی دوم، رئیس فروش محصولات برادران وارنر در آلمان توسط سران نازی در برلین کشته شد. بعد از این اتفاق و تا چندی بعد، کمپانی وارنر برادرز فیلم‌های ضد نازیسم و در مورد جنگ جهانی ساخت. البته در دوره جنگ جهانی دوم فیلم‌های مشهور دیگری نیز توسط این شرکت عرضه شد که از ان جمله می‌توان به فیلم مشهور کازابلانکا و اکنون، ای مسافر اشاره نمود.

### بعد از جنگ جهانی دوم
در سال‌های پس از جنگ، برادران وارنر بسیار پیشرفت کردند و به خلق ستاره‌های جدیدی از جمله لورن باکال و دوریس دی ادامه دادند. تا سال ۱۹۴۶، میزان حقوق و دستمزد شرکت به ۶۰۰۰۰۰ دلار در هفته رسید
حدود سه سال بعد، استودیو ضرر می‌کند، و سود خالص تا دو سال آینده بین ۲ تا ۴ میلیون دلار کاهش می‌یابد. در ۱۳ فوریه ۱۹۵۶، جک وارنر حقوق کلیه فیلم‌های قبل از ۱۹۵۰ خود را به یک شرکت به نام Associated Artists Productions (که در سال ۱۹۵۸ با تلویزیون هنرمندان متحد ادغام شد) فروخت.

### صاحبان جدید
در سال ۱۹۷۳ جک وارنر بازنشسته شد و حدود پنج سال بعد در گذشت. چندی بعد شرکتی به نام شرکت کینی نشنال بخش عظیمی از سهام وارنر را خرید و افرادی مثل تد اشلی که مجری برنامه استعدادیابی به نام اشلی-فِیمس به عنوان یکی از رؤسای جدید وارنر انتخاب شد.
در این زمان مخاطبان فیلم‌ها کم شده بود اما مدیریت جدید وارنر دست به کار شد و با کمک بازیگران و کارگردانانی مشهوری از جمله پل نیومن، رابرت ردفورد، باربارا استرایسند و کلینت ایستوود قرار داد ببندد و فیلم‌هایی مثل: زین‌های شعله‌ور، پرتقال کوکی، جن گیر، بازماندگان، خیابان‌های پایین شهر و آلیس دیگر اینجا زندگی نمی‌کند را تولید کند.
همچنین در دهه ۱۹۷۰ شرکت از شخصیت‌های ابرقهرمانی دی سی کامیکس سود زیادی به دست آورد.
شرکت کینی نشنال با فراز و نشیب‌های زیادی مواجه شده بود و در نتیجه ساختاری جدید را به وجود آورد و به افتخار مهم‌ترین زیرمجموعه اش نام خود را به ارتباطات وارنر تغییر داد. 

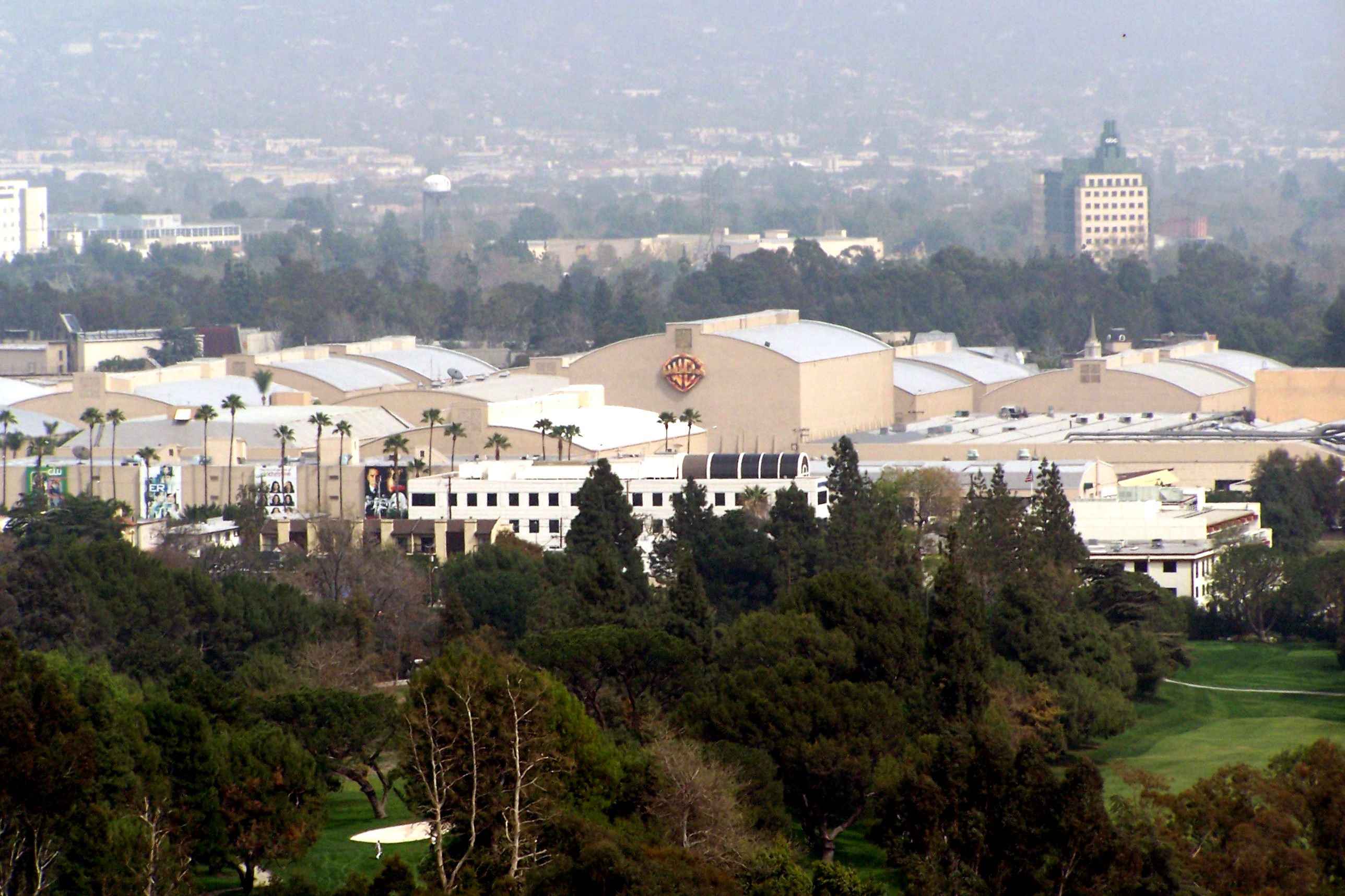
استودیوی کنونی وارنر

### شرکت تابعه تایم وارنر

لوگوی برادران وارنر از سال 1984 تا 2019 استفاده شد.

ارتباطات وارنر در سال ۱۹۸۹ با شرکت انتشاراتی تایم، که از اعتبار بالاتری برخوردار است ادغام شد و شرکت تایم وارنر را تشکیل دادند. اما با این حال شرکت برادران وارنر هنوز خودش سودش را تأمین می‌کرد. ادغام تایم وارنر وقتی که ارتباطات پارامونت، یک پیشنهاد ۱۲٫۲ میلیارد دلاری برای خرید شرکت تایم داده بود تقریباً داشت نابود می‌شد. اما سرانجام پس از یک دعوای حقوقی، دادگاه به نفع برادران وارنر رأی داد و ارتباطات پارامونت شانس خرید شرکت تایم را از دست داد. همچنین این کار موجب استحکام ادغام تایم و وارنر هم شد.
در سال ٬۱۹۹۵ یک اتفاق مهم رخ داد که در آن وارنر شبکه دبلیو بی را راه اندازی کرد و برنامه‌های مخصوص نوجوانان را تولید کرد. برنامه‌های اولیه شبکه شامل بسیاری از فیلم‌های نوجوانان، مانند بافی قاتل خون‌آشام‌ها، اسمالویل و یک تپه پر از درخت بود. همچنین دو دارم بهشت هفتم و افسون شده، به موفقیت دبلیو بی کمک کرد. افسون شده هشت فصل به طول انجامید و بهت هفتم برای یازده فصل اجرا شد و طولانی‌ترین درام خانوادگی و طولانی‌ترین نمایش برای شبکه این بود. بعدها در سال ۲۰۰۶، شرکت وارنر و سی‌بی‌اس تصمیم گرفتند یوپی‌ان (شبکهٔ متعلق به سی‌بی‌اس) و شبکه WB که متعلق به وارنر بود را تعطیل کنند و به‌طور مشترک شبکه تلویزیونی سی‌دابلیو را راه اندازی کنند.
در سال ۱۹۹۸، برادران وارنر هفتاد و نهمین سالگرد تأسیس خود را جشن گرفتند. در اواسط سال ۱۹۹۹، آلن اف. هورن و بری میر جایگزین مدیران قبلی شدند و در این دوران استودیو موفقیت‌های خود را در فیلم‌ها، نمایش‌های تلویزیونی و کارتون‌ها ادامه داد. در اواخر سال ۲۰۰۳، تایم وارنر، ساختار برادران وارنر را سازماندهی کرد، به طوری که دارایی‌های وارنر را در تحت نام شرکت سرگرمی برادران وارنر باشد.
در اواخر دهه ۱۹۹۰، وارنر حقوق رمان‌های هری پاتر را به دست آورد و اقتباس فیلم‌های سینمایی آن را از سال ۲۰۰۱ با انتشار فیلم هری پاتر و سنگ جادو آغاز کرد. پس از آن، آنها فیلم دوم را در سال ۲۰۰۲، فیلم سوم را در ژوئن ۲۰۰۴، فیلم چهارم را در نوامبر ۲۰۰۵، فیلم پنجم را در ژوئیه ۲۰۰۷، فیلم ششم در ژوئیه ۲۰۰۹ توزیع کردند و کتاب هفتم به صورت دو فیلم منتشر شد که شامل یادگاران مرگ - قسمت ۱ در نوامبر ۲۰۱۰ و یادگاران مرگ - قسمت ۲ در ژوئیه ۲۰۱۱ بود.
سری فیلم‌های هری پاتر بدون سازگاری با نرخ تورم، پردرآمدترین مجموعه فیلم‌های تاریخ در تمام دوران‌ها بود. مجموعه فیلم‌های بتمن هم قبل هری پاتر بود که هری پاتر با انتشار قسمت آخرش از سری فیلم‌های بتمن پیشی گرفت.

### خریداری توسط ای‌تی‌اندتی؛ پیشنهاد ادغام با دیسکاوری

لوگوی برادران وارنر از سال 2019 تا 2023 استفاده شد.

در ژوئن ۲۰۱۸، شرکت مادر وارنر یعنی تایم وانر توسط شرکت مخابراتی ای‌تی‌اندتی خریداری شد و به رسانه وارنر تغییر نام داد، دارایی‌های قبلی شرکت تایم هم به صاحبان جدید فروخته شد. در ۱۶ اکتبر ۲۰۱۸، وارنر مدیا دراما فور (وب سایت پخش ویدئوی متعلق به وارنر) را تعطیل کرد و ۲۰ درصد از کارمندان شبکه‌های دیجیتالی وارنر را اخراج کرد.
در تاریخ ۴ مارس ۲۰۱۹ رسانه وارنر تمامی زیرمجموعه‌های خود را سازماندهی کرد و شرکت را به ۵ بخش: شبکه‌ها و استودیوهای رسانه وارنر، اخبار و ورزش‌های رسانه وارنر، فروش و توزیع رسانه وانر، وارنر مدیا دایرکت و رسانه بین‌المللی وارنر تقسیم شد که هر کدام از زیر مجموعه‌ها در بخش مربوطشان قرار می‌گیرند.
همچنین وارنر در ۳۰ نوامبر ۲۰۱۹ از لوگوی جدیدش رونمایی کرد که همان علامت WB با ظاهری ساده‌تر بود.
در ۱۶ مه ۲۰۲۱، گزارش شد که ای تی اند تی در حال مذاکره با شرکت رسانه ای دیسکاوری برای ادغام آن با رسانه وارنر (شرکت مادر برادران وارنر) بوده‌است و قرار است که یک شرکت تجاری عمومی تشکیل شود که بین سهامداران تقسیم شود. اسپین آف و ادغام پیشنهادی روز بعد رسماً اعلام شد. سهامداران ای تی اند تی، ۷۱ درصد سهام شرکت ادغام شده را دریافت می‌کنند و رئیس این شرکت جدید، مدیرعامل دیسکاوری دیوید زاسلاو می شود.

## بخش‌های شرکت
| گروه تصاویر | وارنر برادرز تله ویژن                                                                                                  | رسانه خانگی | برندهای جهانی و فرنچایزها                                                                 | کودکان و نوجوانان، بزرگسالان و کلاسیک‌های جهانی | دیگر واحدها |
| --- | --- | --- | ----------------------------------------------------------------------------------------- | --- | --- |
| - برادران وارنر پیکچرز - نیو لاین سینما - دی سی فیلمز - گروه انیمیشن وارنر - سرگرمی قلعه راک - اسپای‌گلس انترتینمنت (اقلیت سهام) - سرگرمی فلگشیپ (۴۹٪) | - الوی انترتینمنت - تل پیکچرز - A very good production - وارنر هورایزن تلویژن - برادران وارنر تولید تلویزیون بین‌المللی | - سرگرمی تعاملی برادران وارنر - اولانچ سافت ویر - مونولیث پروداکشنز - ندررلم استودیوز - پورت‌کِی گیمز - راک‌استدی استودیوز - تی تی گیمز | - سرگرمی دی سی - دی سی کامیکس - سرگرمی موضوعی برادران وارنر - محصولات مصرفی برادران وارنر | شبکه‌های تلویزیونی - کارتون نتورک - ادالت سویم - بومرنگ - فیلم‌های کلاسیک ترنر تولیدی - وارنر برادرز انیمیشن - استودیوهای کارتون نت‌ورک - ویلیامز استریت پروداکشنز | - شبکه‌های دیجیتالی برادران وارنر - دی سی یونیورس اینفینیت - شرکت‌های تئاتر برادران وارنر - ترنر انترتینمنت - واستر تاور میوزیک - فاندانگو مدیا (۳۰٪) مربوط - توزیع تلویزیونی برادران وارنر (توسط تبلیغات بازرگانی وارنر اداره می‌شود) |